# Simona Gherman
Simona Cristina Gherman (Boekarest, 12 april 1985) is een Roemeens schermer.

## Carrière
Gherman won in 2016 olympisch goud met het degen team.
In 2010 en 2011 werd zij wereldkampioen.

## Resultaten

### Olympische Zomerspelen
| Jaar | Plaats         | Resultaten             |
| ---- | -------------- | ---------------------- |
| 2012 | Londen         | 6e degen 6e degen team |
| 2016 | Rio de Janeiro | 19e degen degen team   |

### Wereldkampioenschappen schermen
| Jaar | Plaats  | Resultaten |
| ---- | ------- | ---------- |
| 2010 | Parijs  | degen team |
| 2011 | Catania | degen team |
| 2015 | Moskou  | degen team |

1996: Barlois, Flessel, Moressée-Pichot ·
2000: Aznavoerjan, Jermakova, Logoenova, Mazina ·
2004: Logoenova, Aznavoerjan, Jermakova, Sivkova ·
2012: Na, Xiaojuan, Yujie, Anqi ·
2016: Dinu, Gherman, Pop, Popescu ·
2020: Beljajeva, Embrich, Kirpu, Lehis ·
2024: Fiamingo, Navarria, Rizzi, Santuccio